# Henri Rieck

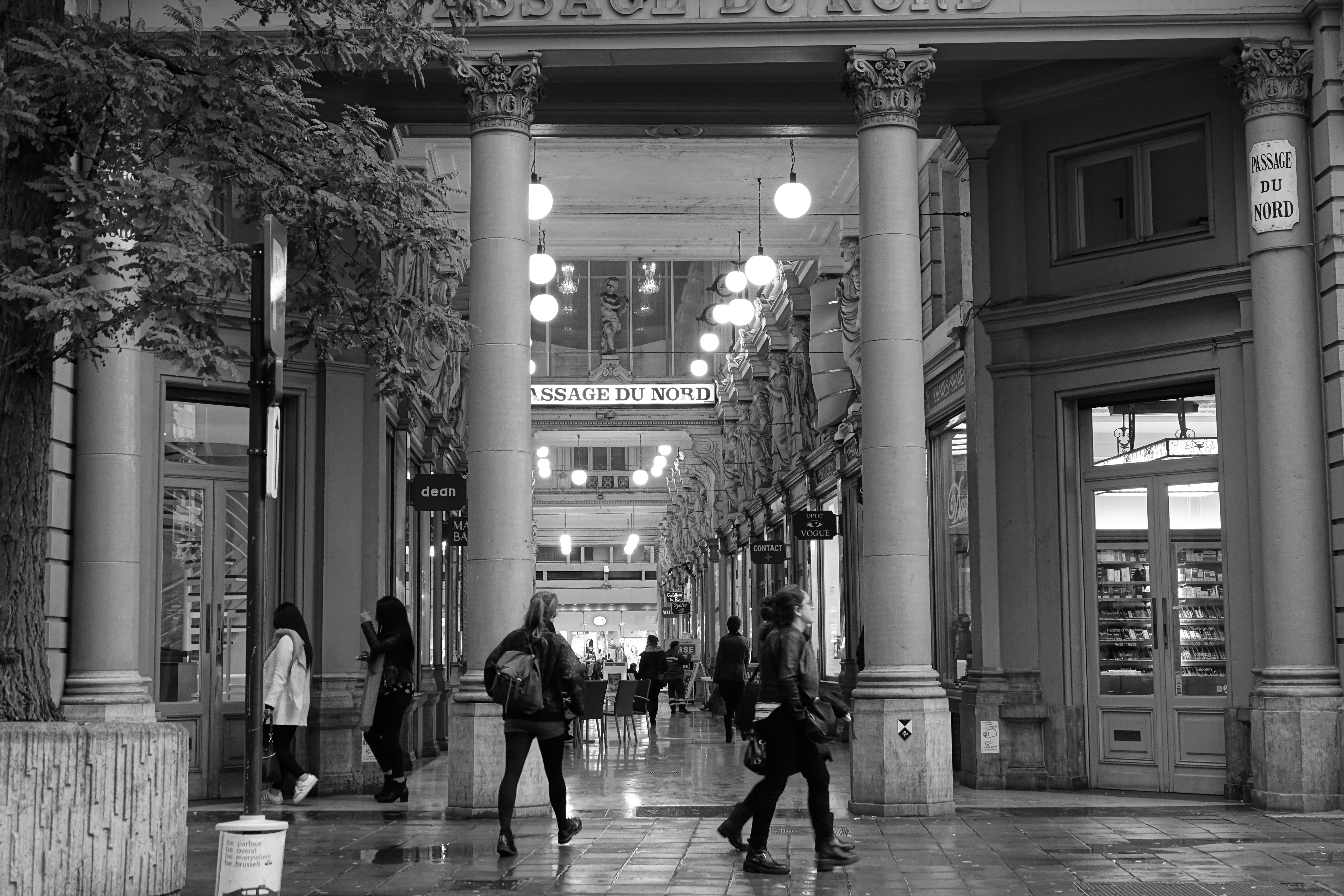
Noorddoorgang

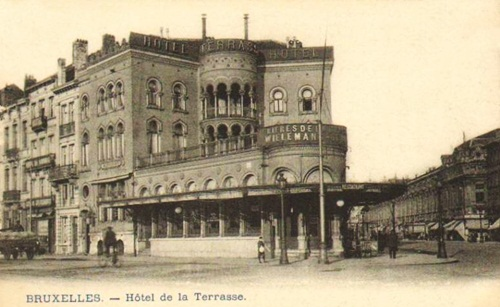
Hôtel de la Terrasse

Henri Rieck was een Belgisch architect die vooral actief was in het Brussel van de Belle Epoque. Hij creëerde een veelzijdig oeuvre met neoclassicisme en eclecticisme als vaak voorkomende stijlen. Zijn belangrijkste realisatie is de Noorddoorgang.

## Werk
- 1872: twee identieke opbrengsthuizen in de Anspachlaan 33-35 en 37-39, Brussel (kariatide en atlanten uitgevoerd door Auguste Rodin; gesloopt in 1928)
- 1875: neoklassiek herenhuis in de Livornostraat 38, Elsene (tegenwoordig consulaat van Italië)
- 1875: herenhuis in de Stalingradlaan 74, Brussel
- 1878: neoklassiek hoekgebouw aan de Van Arteveldestraat 54-56, Brussel
- 1879: Rotonde Castellani in de Maurice Lemonnierlaan 8-14, Brussel
- 1880: Hotel Terrasse in Moorse stijl, op de hoek van de Maurice Lemonnierlaan en de Zuidlaan in Brussel (gesloopt)
- 1881-1882: Noorddoorgang, Brussel
- 1882-1885: Passage (Den Haag), aanpassing van het ontwerp van de eerste winkelgalerij van Nederland
- 1883: opbrengsthuis in de Anspachlaan 81-83, Brussel
- 1897: herenhuis in de Eendrachtsstraat 53, Elsene
- 1901: toegangspoort van het Slachthuis van Anderlecht
- 1904: neoklassieke eigen woning in de Sint-Bernardusstraat 5, Sint-Gillis